# Astragalus dschangartensis
Astragalus dschangartensis es una especie de planta del género Astragalus, de la familia de las leguminosas, orden Fabales.

## Distribución
Astragalus dschangartensis se distribuye por China y Kirguistán.

## Taxonomía
Fue descrita científicamente por Sumnev.